# Sonja Bertram
Pour les articles homonymes, voir Bertram.
Sonja Bertram, née le 14 septembre 1984 à Frechen, est une actrice allemande. 

## Biographie et formation
Née à Frechen, Sonja Bertram est la deuxième d’une famille de quatre enfants. À l’âge de six ans, elle déménage avec sa famille en Haute-Bavière et grandit à Dießen au Lac Ammer. Elle a deux frères et une sœur. Tôt déjà, Bertram travaille dans la musique et enchaîne ses premières expériences de scène. Elle entre au Centre de Formation Professionnelle à Dinkelsbühl et en sort en 2005 avec un diplôme de directrice d’ensembles vocaux. Puis, elle suit des études de chant et de spectacle à la Haute Ecole de Musique et de Danse Cologne.
Depuis 2008, l’actrice vit à Berlin.

## Carrière
Elle joua son premier rôle à l’âge de 14 ans dans un long-métrage de ProSieben Lieber böser Weihnachtsmann. Suivirent des petits rôles dans les séries télévisées suivantes : Der Landarzt, Unser Charly, Für alle Fälle Stefanie, Um Himmels Willen, Siska, Medicopter, Die Rosenheimcops, Le Dernier Témoin et SOKO Wismar.
D’octobre 2010 à septembre 2011, elle interpréta le rôle de Caroline « Caro » Eichkamp dans le feuilleton télévisé de Sat 1 Hand aufs Herz. De janvier à la fin juin 2012, elle est devant la caméra à Potsdam-Babelsberg pour le tournage de la télénovela Wege zum Glück – Spuren im Sand de ZDF, un rôle qu’elle gardera de l’épisode 16 jusqu’à la fin de la série (épisode 99).

## Filmographie sélective
- 1998-2002 : Für alle Fälle Stefanie (série) : épisodes Am Abgrund et Hoffen und Bangen
- 1999 : Lieber böser Weihnachtsmann (téléfilm) de Ben Verbong: le rôle de Marie
- 2000 : Ein unmöglicher Mann (série)
- 2000 : Bei aller Liebe (série): le rôle de Johanna
- 2001 : Der Landarzt (série)- Saison 11, épisode 2 : le rôle de Maria
- 2001 : Anwalt Abel (série)
- 2001 : Unser Charly (série): le rôle de Gabi
- 2001 : Sturmfrei (court métrage)
- 2001 : Das Schneeparadies (téléfilm) d’Erwin Keusch : le rôle de Julia
- 2003 : Um Himmels Willen (série)
- 2003 : Siska (série)
- 2003 : Medicopter (série): épisode 32 : le rôle de Greta Arndt
- 2006 : Bravo TV Fiction (série)
- 2006 : Die Rosenheim-Cops (série) - Saison 5, épisode 32 : le rôle de Rebecca
- 2007 : Le Dernier Témoin (Der letze Zeuge)(série) épisode 6 : le rôle d’Ayla
- 2008 : Aktenzeichen XY… ungelöst
- 2009 : SOKO Wismar (série) : le rôle de Mandy
- 2010–2011 : Hand aufs Herz (série) : le rôle de Caro Eichkamp[1]
- 2012 : Wege zum Glück – Spuren im Sand (série): le rôle de Nina Moeller
- 2013 : Letzte Spur Berlin
- 2015 : Tod den Hippies! Es lebe der Punk
- 2015 : Inga Lindström - Elin und die Anderssons
- 2016 : Chaos-Queens: Für jede Lösung ein Problem
- 2017 : Das Traumschiff: Tansania